# Červený Kostelec
Červený Kostelec é uma cidade checa localizada na região de Hradec Králové, distrito de Náchod‎.

## Ver também

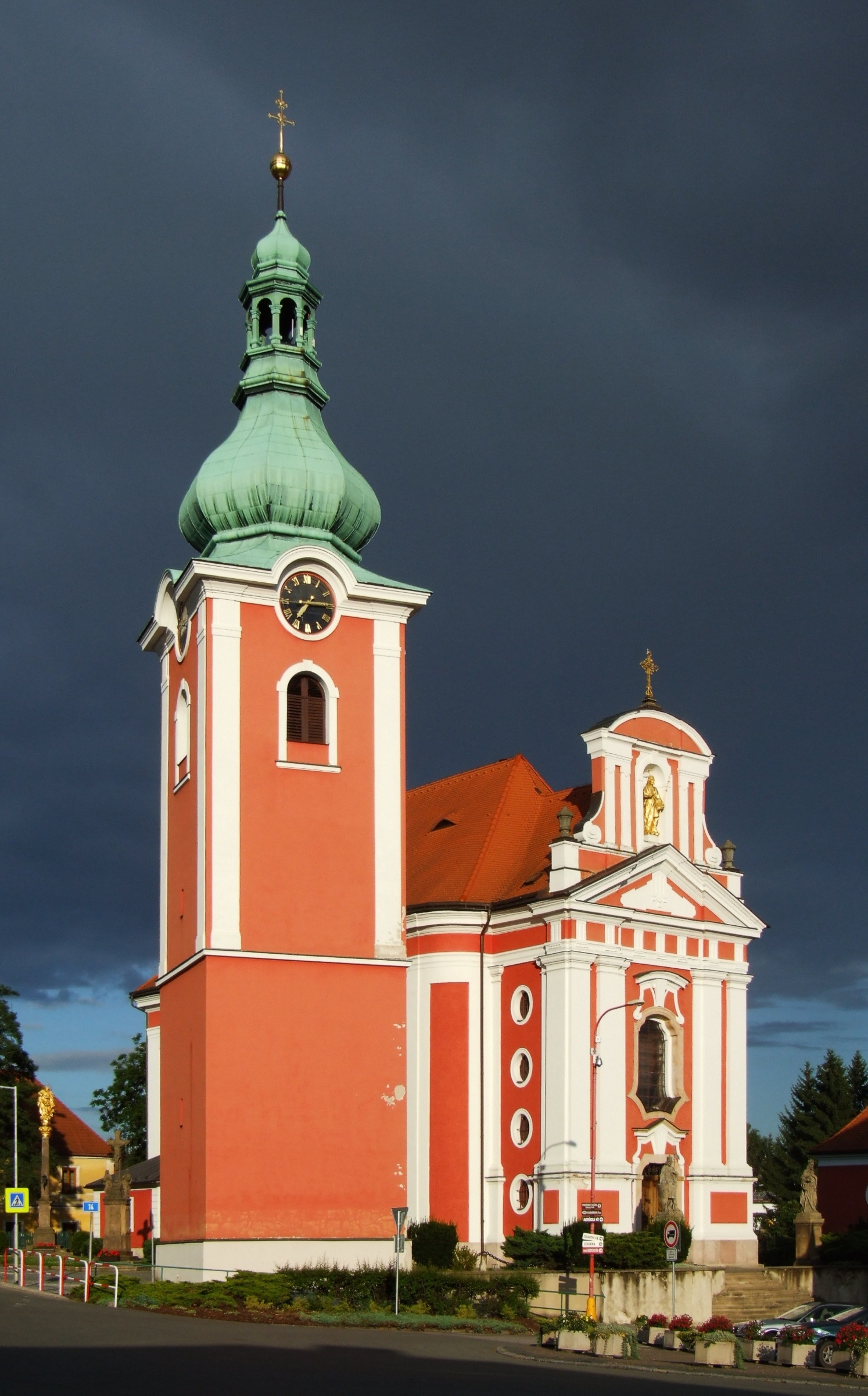